# Anjujski nacionalni park
Anjujski nacionalni park (rus: национа́льный парк Аню́йский) nalazi se u Rusiji, pokriva bazen rijeke Anjuj, na zapadnoj padini planinskog lanca Sihote-Alinj na Dalekom istoku Rusije. Anjuj utječe u Amur, glavnu rijeku regije, koja utječe u Ohotsko more. 
Ovaj nacionalni park je važan jer čini ekološki koridor s niskih poplavnih nizina Amura do visokih šumovitih planina Sihote-Alinja. Park je u okrugu Nanajskij u Habarovskom kraju, oko 50 milja nizvodno (tj. sjeveroistočno) od grada Habarovska. Područje je udaljeno od većih središta, s nekoliko gradova i rijetkim stanovništvom. Povijesno je ovisilo o ribolovu lososa i lovu. Lokalni autohtoni narodi su Nanaji, koji predstavljaju oko četvrtine obližnjih naselja.
Granice parka čine oblik potkove, koja slijedi dijelove grebena malih riječnih bazena u rijekama Anjuj i Pihcij, koje teku zapadno u rijeku Amur. Istočni dio teritorija je brdovit, dok je donji dio teritorija uglavnom poplavni. Oko 45% parka je tajga, 30% je pod-tajga (sredinom planine crnogorična šuma), 14% je poplavna rijeka i delta, a 11% je močvara. Anjujski nacionalni park je važno stanište za močvarne vrste biljaka i i riba u planinskim potocima iznad Amura.
Zapadna polovica parka nalazi se na nizinskom istočnom nastavku srednje-amurske nizina. Ova ravnica je ravna, bogata depresija između grebena Sihote-Alinj na istoku i planine Hingan na zapadu. To su aluvijalne nizine poplavnih nizina rijeke Amur, do visine od 40 metara. Jugoistočno krilo parka je dolina rijeke Pihciji relativno je ravna. Sjeveroistočno krilo je dolina rijeke Anjuj i njenih pritoka, a to su strmiji i dublji kanjoni s prosječnom visinom od 600 metara. 

## Biljke
Park je kritična komponenta mreže zaštićenih područja u srednjem i nižem području Amura, posebno jer integrira kontinuirana staništa iz riječnih poplavnih područja, kroz dolinu planinske tajge u kojoj rastu mongolski hrast i korejski bor, na planinskim grebenima. Masivni korejski bor je opisan kao "srce ekosustava" Svjetskog fonda za divljinu. Populacija korejskih borova smanjena je u proteklih 50 godina. 

## Životinje
Ugroženi amurski tigar je rezidualna vrsta parka, kao i većina planinskih vrsta sjevernog Sihote-Alinja. Donji poplavni parkovi važni su za ptice selice. Ugrožene vrste u parku uključuju: planinsku lasicu, mjesečevoga medvjeda i dugorepoga brezova miša.